# Modares
Modares é um príncipe gótico, comandante do Exército da Trácia, no século IV.

## Contexto histórico
No quarto século, os godos têm as fronteiras do império romano e tentam instalar-se lá regularmente. Este grupo separou-se em dois grupos principais, os ostrogodos que se lançaram à conquista das regiões entre o Volga, os Urais e o Cáucaso, sob a liderança de seu rei amelungo Hermenerico; os visigodos ou tervíngios combatiam na Europa central e do sul. Povo nómada, eles estavam sempre à procura de provisões regulares para alimentar o seu grupo importante. Os Romanos, a partir de Constantino, assinam tratados (foedus) com eles, dando-lhes o estatuto de federados. Os homens são envolvidos nos exércitos do império contra os subsídios.
A partir do ano de 340, o cristianismo atinge-os sobre a sua forma ariana com a pregação de Úlfilas, nomeado bispo dos godos em 341. Manteve-se fiel ao paganismo, Atanarico, rei dos godos, persegue cristãos arianos godos entre 369 e 372, que formam uma parte oposta a ele, liderados pelo nobre convertido Fritigerno.
Após a pressão dos Hunos de Cã Balamber, em 376, a maior parte do seu povo segue Fritigerno e entra no Império Romano enquanto Atanarico e seus seguidores se refugiam nos Cárpatos.

## Biografia

### Um príncipe de alta patente
Segundo Zósimo, Modares pertencia ao mesmo clã que Atanarico; podemos então supor que ele o seguiu para os Cárpatos e não seguiu a maior parte do povo godo que seguiu Fritigerno até Mésia em 376.
Parece ser um príncipe de alto linhagem, provavelmente da família dos Baltingos cuja descendência é respeitada pelos outros góticos, descendem diretamente do deus Gaute. As fontes contradizem-se, mas os seus filhos são nobres de alta patente: o seu filho Vália ou Ataulfo foi eleito rei dos Visigodos, a sua filha cujo nome é desconhecido, casou-se com Alarico I. A rapidez da sua carreira no exército romano apoia a ideia de uma pessoa de alta linhagem.

### Um bárbaro romanizado
A primeira menção a Modares data do final do quarto século; na época em que os bárbaros se reuniram na fronteira do Império Romano, o imperador Teodósio organiza o procedimento de hospitalistas (com atribuições de terras ou de atribuição de imposições de cotas).
Após a derrota de Adrianópolis de Valente face a Fritigerno, em 379, o novo imperador Teodósio passa um acordo inicial com um chefe gótico; é Modares. Ele é um cristão, mas ortodoxo (reconhecendo o Credo Niceno como o novo imperador) e em grande parte helenizado. Modares recebe o comando do Exército da Trácia ara destruir uma coluna de godos saqueadores, que se refugiam nos Balcãs.E em 382, ele é portador do alto grau de magister peditum. Os seus clientes, funcionários-guerreiro estão ao serviço do Império Romano.
O chefe Modares recebe então o agri deserti, da terra cultivada, transformando-o num grande latifundista, mas também num general apto a comandar e capaz de participar em discussões teológicas. Além disso, cerca de 380, Gregório de Nazianzo pede-lhe ajuda a convocar um dos sínodos para Teodósio, para contrapor aos muitos góticos da guarda imperial de confissão ariana.